# Sussex de l'Ouest
Le Sussex de l'Ouest (en anglais : West Sussex /ˌwest ˈsʌs.ɪks/) est un comté anglais situé sur la côte sud de la Grande-Bretagne. Comme son nom l'indique, il correspond à la moitié occidentale (1 991 km2) du comté traditionnel de Sussex. D'ouest en est, il est entouré par les comtés du Hampshire, du Surrey, et du Sussex de l'Est. Sa capitale est Chichester.
La géographie physique du comté est dominée par la chaîne de collines de craie des South Downs et l'étendue du Weald, au nord des Downs.

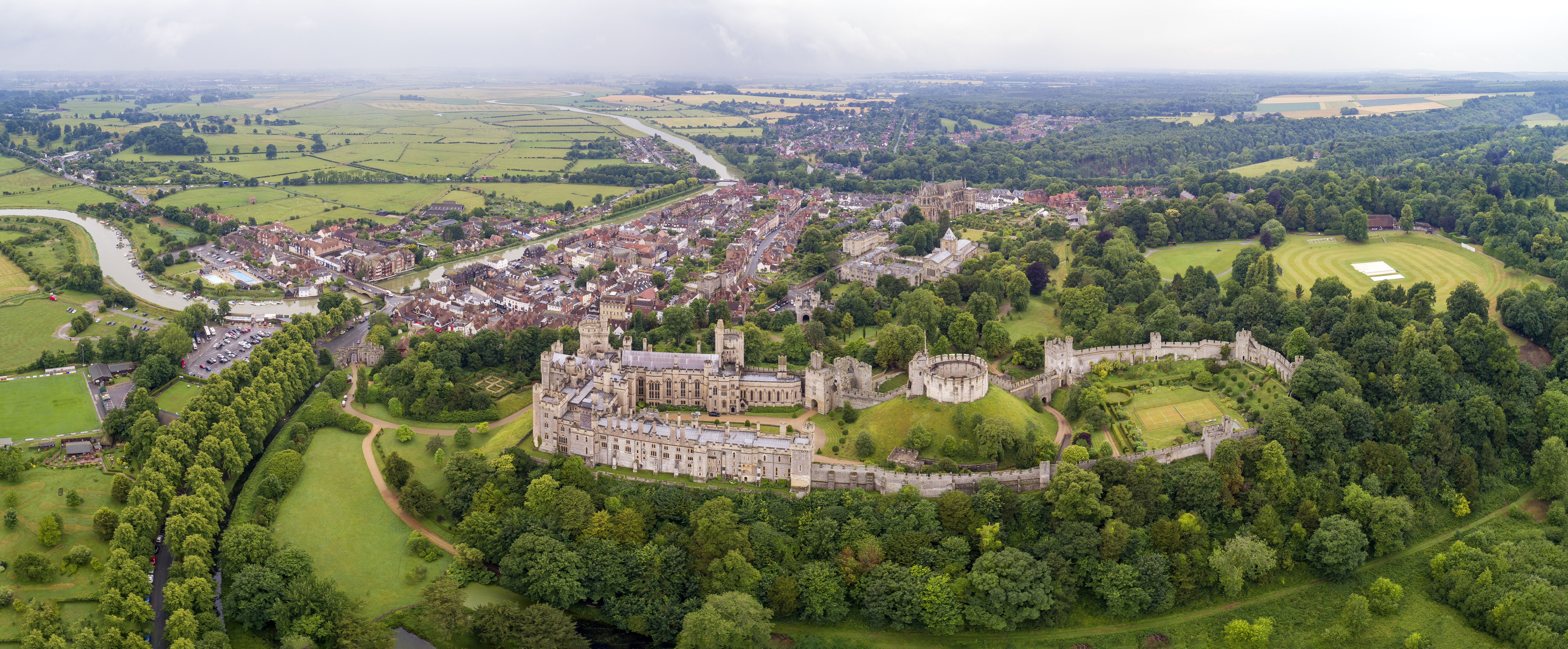
Panorama aérien du château d'Arundel, 2017.

## Histoire
Avant la conquête romaine, le territoire de l'actuel Sussex de l'Ouest est occupé par le peuple celte des Regnenses, avec pour capitale Noviomagus Reginorum, l'actuelle Chichester.
Au Haut Moyen Âge, le royaume de Sussex est l'un des royaumes fondés par les Anglo-Saxons. Il est intégré au Wessex au début du IXe siècle et constitue dès lors le comté de Sussex, subdivisé en quatre, puis cinq et enfin six rapes : Chichester, Arundel, Bramber, Lewes, Pevensey et Hastings.
Le Sussex est divisé en deux comtés administratifs (Ouest et Est) par le Local Government Act 1888. Le Sussex de l'Ouest correspond approximativement aux trois rapes les plus occidentaux, ceux de Chichester, Arundel et Bramber. La frontière entre les deux comtés est déplacée en 1974 en faveur du Sussex de l'Ouest, qui récupère le Mid Sussex avec East Grinstead, Haywards Heath, Burgess Hill et Hassocks. L'aéroport de Londres-Gatwick, situé jusqu'alors dans le Surrey, passe également dans le Sussex de l'Ouest à l'occasion de cette réforme.

## Subdivisions

Carte des subdivisions du Sussex de l'Ouest.

Le Sussex de l'Ouest est subdivisé en sept districts.
| No | Nom        | Chef-lieu       | Superficie (km2) | Population (est. 2011) |
| -- | ---------- | --------------- | ---------------- | ---------------------- |
| 1  | Worthing   | Worthing        | 32,5             | 104 600                |
| 2  | Arun       | Littlehampton   | 221,0            | 149 800                |
| 3  | Chichester | Chichester      | 786,3            | 114 000                |
| 4  | Horsham    | Horsham         | 530.3            | 131 500                |
| 5  | Crawley    | Crawley         | 45,0             | 107 100                |
| 6  | Mid Sussex | Haywards Heath  | 334,0            | 140 200                |
| 7  | Adur       | Shoreham-by-Sea | 41,8             | 61 300                 |

## Économie
Le constructeur automobile Rolls-Royce a son usine principale dans le Sussex de l'Ouest, près de Goodwood.

## Politique
Le Sussex de l'Ouest comprend huit circonscriptions électorales :
| Nom | Nom                            | Nombre d'électeurs (2010) | Député                               |
| --- | ------------------------------ | ------------------------- | ------------------------------------ |
|     | Arundel and South Downs        | 71 203                    | Nick Herbert (Parti conservateur)    |
|     | Bognor Regis and Littlehampton | 71 328                    | Nick Gibb (Parti conservateur)       |
|     | Chichester                     | 75 499                    | Andrew Tyrie (Parti conservateur)    |
|     | Crawley                        | 71 789                    | Henry Smith (Parti conservateur)     |
|     | East Worthing and Shoreham     | 71 760                    | Tim Loughton (Parti conservateur)    |
|     | Horsham                        | 72 277                    | Jeremy Quin (Parti conservateur)     |
|     | Mid Sussex                     | 73 822                    | Nicholas Soames (Parti conservateur) |
|     | Worthing West                  | 72 585                    | Peter Bottomley (Parti conservateur) |

## Lieux d'intérêt
- Palais romain de Fishbourne
- Cathédrale de Chichester
- Château d'Arundel
- Goodwood House
- Petworth House
- Bramber
- Circuit de Goodwood
- Chanctonbury Ring (en)
- Cissbury Ring (en)
- Bluebell Railway (en) (aussi en Sussex de l'Est)

## Jumelage
- Riom (France)